# Александрова, Екатерина Яковлевна
Алекса́ндрова Екатери́на Я́ковлевна (22 октября 1947 года — 4 декабря 2012 года) — советский и русский культуролог, историк культуры, педагог, общественный деятель и эксперт в сфере высшего образования; проректор по научной работе ФГУ ВПО "Театральный институт им. Бориса Щукина" при Государственном академическом театре им. Е.Б. Вахтангова; заведующая кафедрой театрального искусства факультета искусств МГУ.

## Биография
Александрова (урождённая Докучаева) Екатерина Яковлевна родилась 22 октября 1947 года в Ленинграде СССР. Отец — Докучаев Яков Порфирьевич, участник испытания первой советской атомной бомбы. Мать — Докучаева (Аверьянова) Лидия Захаровна, инженер-радиохимик.
В 1980 году окончила театроведческий факультет Государственного института театрального искусства им. А. В. Луначарского. Квалификация — театровед. В 1987 году защитила диссертацию на степень кандидата исторических наук, а в 1997 году — доктора культурологии. Е. Я. Александрова по времени стала первым доктором культурологии в Москве и вторым в СССР.
Екатерина Яковлевна разработала несколько авторских курсов для студентов, магистрантов и аспирантов; является автором теоретико-методологических основ историко-культурологического типа исследований; состояла сертифицированным экспертом в области высшего профессионального и послевузовского образования РФ, входила в Реестр независимых экспертов.
В Театральном институте им. Бориса Щукина начала работать с 1997 года, где была профессором кафедры философии, истории и теории культуры; с 2003 года назначена заведующей кафедрой и проректором по научной работе. С 2003 года заведовала кафедрой театрального искусства факультета искусств МГУ, исполняла обязанности заместителя декана по Учебно-методическому объединению, стандартам и дополнительному образованию, была членом ученого совета факультета и заместителем председателя Учебно-методического объединения факультета по направлению «Изящные искусства».
В сферу научных интересов Е. Я. Александровой входили: история отечественной культуры Х — начала XX вв., история отечественного образования, история театрального образования в России, историческая культурология.
Екатерина Яковлевна являлась координатором научно-методической и издательской работы по изучению вахтанговского наследия.
Курировала постоянно действующий общероссийский семинар для молодых учёных «Науки о культуре — шаг в XXI век». Опубликовала более 60 научных работ, в том числе 1 монографию и 3 учебных пособия.
Е. Я. Александрова — академик Международной академии наук высшей школы (2002), заместитель председателя диссертационного совета ВАК при Российском институте культурологии Министерства культуры РФ (2002), председатель комиссии «Роль искусства в духовной жизни нации» научного совета РАН по изучению и охране природного и культурного наследия (2003). Заслуженный работник культуры РФ (2002). Награждена медалями «Ветеран труда» и «В память 850-летия Москвы» (1997).

## Основные направления научной деятельности
Александрова Е. Я. занималась разработкой теоретико-методологических основ культурологических исследований, изучением историко-культурологической мысли и истории отечественной культуры, включая историю театра, художественного образования, театральной педагогики. Особое внимание уделяла исследованию проблем, связанных с современным состоянием подготовки специалистов в сфере художественной культуры. Впервые для исследования проблем образования в сфере культуры, применила историко-типологические принципы становления и развития художественного образования в России.

## Учебная работа
Екатерина Яковлевна разработала авторские курсы для студентов театральных вузов: «История театрального образования», «Теория и история театрального искусства», «Теоретическая культурология» и спецкурсы: «Проблемы становления и развития театрального образования в России», «История театрального образования» (для магистрантов), «Художественная культура Византии и Древней Руси. Истоки и взаимовлияния» (для аспирантов).
Занималась составлением  учебной и учебно-методической литературы нового поколения по культурологии, являясь одной из авторов и разработчиков нового образовательного стандарта по подготовке бакалавров и магистров изящных искусств в области театрального искусства и ряда программ дополнительного профессионального образования.